# Hallikhed (K), Homnabad
Hallikhed (K) là một làng thuộc tehsil Homnabad, huyện Bidar, bang Karnataka, Ấn Độ.